# Metabola
Metabola (gr. μεταβоλή metabolḗ – „zmiana, przerzut” od μεταβάλλειν metabállein – „przerzucać w inne miejsce”) – figura stylistyczna (figura retoryczna), wprowadzająca zmianę w utworze, polegająca na powtórzeniu danej myśli przy użyciu innych określeń; także zmiana szyku wyrazów dla uzyskania pożądanego wrażenia fonetycznego (przeniesienie głosek lub wyrazów) lub zmiana rytmu wiersza w metryce.